# Иштиряк (Башкортостан)
Иштиряк (баш. Иштирәк) — деревня в Буздякском районе Республики Башкортостан Российской Федерации. Входит в состав Арслановского сельсовета. 

## География

### Географическое положение
Расстояние до:
- районного центра (Буздяк): 30 км,
- центра сельсовета (Старые Богады): 12 км,
- ближайшей ж/д станции (Буздяк): 18 км.

## Население
| 2002 | 2009 | 2010 |
| ---- | ---- | ---- |
| 21   | ↘16  | ↘11  |

Согласно переписи 2002 года, преобладающие национальности — татары (57 %), башкиры (43 %).